# Carlos Enrique Paz Soldán
Carlos Enrique Paz Soldán y Paz Soldán (Lima, 17 de abril de 1885-Ibídem, 30 de noviembre de 1972) fue un médico, historiador, periodista y docente universitario peruano. Fue precursor de la medicina social en el Perú y el más prolífico médico publicista del siglo XX.

## Biografía
Hijo del escritor Carlos Paz Soldán y Benavides y de Petronila Paz Soldán Martínez. Nieto del historiador Mariano Felipe Paz Soldán.
Cursó sus estudios escolares en el Liceo Científico (cuyo director era José Granda Esquivel) y en el Colegio Nacional Nuestra Señora de Guadalupe. Luego ingresó a la Facultad de Medicina de  la Universidad Mayor de San Marcos, donde se graduó de bachiller (1910) y doctor (1915), con tesis sobre «La medicina militar y los problemas nacionales» y «La asistencia social en el Perú», respectivamente. En 1911 se recibió de médico cirujano.
En 1910 ingresó al servicio de sanidad militar, siendo enviado a la frontera con Ecuador durante la tensión peruano-ecuatoriana que estuvo a un paso de derivar en una guerra. En 1911 fue nombrado ayudante del director de la sanidad militar coronel Alberto Melot. Por esa época desempeñó diversas comisiones en el interior del país, que le dieron material para varias monografías.
De 1911 a 1915 fue  médico auxiliar del Hospital Dos de Mayo. En 1915, y junto con Baltazar Caravedo, fundó la revista La Reforma Médica, que se editó ininterrumpidamente hasta 1967. En 1916 fue médico jefe del servicio de dermatología del Hospital Militar de San Bartolomé.
En 1918 fue incorporado a la Academia Nacional de Medicina como miembro titular, y en ella fue secretario perpetuo, de 1926 a 1967.
En 1919 empezó su carrera docente como catedrático interino de Fisiología Humana. Al año siguiente pasó a ser catedrático interino de Higiene, siendo elevado a titular en 1922. Se mantuvo en dicho cargo hasta 1958.
Como delegado del Perú asistió a diversos certámenes y congresos internacionales sobre higiene, medicina social y protección de la infancia.
De 1925 a 1930 fue director del Instituto Nacional del Niño. En 1927 fundó el Instituto de Medicina Social en la Facultad de Medicina de San Fernando. Junto con el doctor Juan B. Lastres fundó la Sociedad Peruana de Historia de la Medicina, de la que fue su primer presidente en 1939, y de cuyos Anales fue editor de 1939 a 1946.
Hizo una encomiable labor de propaganda sanitaria a través de los diarios La Crónica, El Comercio, El Tiempo, El Mundo y La Nación, usando a veces el pseudónimo de Doctor Percy.

## Publicaciones principales
Escribió numerosos libros, folletos, ensayos y artículos sobre higiene, medicina social, política e historia de la medicina. Destacan sus estudios críticos sobre distinguidas figuras de la medicina peruana, como Hipólito Unanue y Cayetano Heredia. Mencionamos a continuación sus más importantes obras:
- La medicina militar y los problemas nacionales (1919)
- El cuerpo de médicos militares en el Perú (1912)
- La región Cuzco-Puno (1913), estudio médico-militar.
- La asistencia social en el Perú (1915)
- Las bases de la legislación sanitaria del Perú (1918), en tres volúmenes.
- De la inquietud a la revolución (1919) sobre la reforma universitaria.
- De la revolución a la anarquía universitaria (1921)
- Al pie de la estatua de Mateo Paz Soldán  (1928)
- Cuatro siglos de medicina limense (1935)
- Historia de la Academia Nacional de Medicina (1936)
- Las tercianas del Conde de Chinchón (1938)
- La colonia del Perené (1939), dos fascículos, en colaboración con Maxime Kuczynski-Godard.
- La selva peruana. Sus pobladores y su colonización en seguridad sanitaria (1939), en colaboración con Maxime Kuczynski-Godard.
- Los niños (1944), en torno a su participación en los congresos panamericanos del niño.
- Vida y obras de José Mariano Macedo (1945)
- Rumbos de política sanitaria (1946)
- Aspectos e impresiones del mundo de post-guerra (1948)
- La OMS y la soberanía sanitaria de las Américas (1949)
- La demogenia peruana y sus problemas médico-sociales (1950)
- Cayetano Heredia y las bases docentes de la Escuela Médica Peruana (1951)
- Salud y libertad (1953)
- La solidaridad de las Américas ante la salud (1954), en dos volúmenes.
- XV ofrendas al Libertador Castilla (1955)
- Himnos a Hipólito Unanue (1955)
- Decanos, maestros y médicos de la Facultad de Medicina de Lima (1957)
- Lima y sus suburbios (1957), compilación de las monografías de sus alumnos sobre los problemas sociales y sanitarios de las barriadas.
- La santa patrona de América espera (1958)
- Cantos del ocaso (1959), poesías.
- Una doctrina y un templo (1959), sobre la labor del Instituto de Medicina Social.
- 33 años al servicio de la Cruz Roja Peruana (1959)
- Siete lustros de docencia de Medicina Social (1960)
- El alumbramiento republicano de la América meridional (1960)
- Vida y obras de Sor Rosa Larrabure, hija de la caridad de San Vicente de Paul (1963)

## Condecoraciones
- Orden El Sol del Perú.
- Legión de Honor de Francia.
- Cóndor de los Andes de Bolivia.
- Orden de Finlay de Cuba.
- Libertador Bolívar de Venezuela.